# Ceratina crewi
Ceratina crewi är en biart som beskrevs av Cockerell 1903. Ceratina crewi ingår i släktet märgbin, och familjen långtungebin. Inga underarter finns listade i Catalogue of Life.